# والتر تامس
والتر تامس (انگلیسی: Walter Tammas; ۲۳ اوت ۱۸۷۰ – ۱۲ ژانویهٔ ۱۹۵۲) ورزشکار اهل بریتانیا بود.